# 布羅斯市 (米蘭達州)

布羅斯市（西班牙語：Municipio Buroz），是委內瑞拉的一個市，位於該國北部米蘭達州，首府設於曼波拉爾，始建於1991年，面積198平方公里，2001年人口20,009，人口密度每平方公里101人。